# Работорговля (фильм)
«Работорговля» (англ. Skin Trade) — остросюжетный боевик, снятый Экачаем Уэкронгтамом по сценарию Дольфа Лундгрена, Габриэля Доурика, Стивена Элдера и Джона Хайамса. В фильме снялись Дольф Лундгрен, Тони Джаа, Рон Перлман, Майкл Джей Уайт, Питер Уэллер и Кэри-Хироюки Тагава. Съёмки проходили с 15 января по 29 марта 2014 года в Бангкоке и Ванкувере. Выход в прокат состоялся 23 апреля 2015 года.

## Сюжет
Столкнувшись со смертью семьи от рук главы международного преступного синдиката, занимающегося торговлей людьми, детектив полиции Нью-Йорка Ник Кэссиди отправляется в Таиланд и объединяется с местным детективом для того, чтобы отомстить и покончить с тёмной деятельностью организации.

## В ролях
- Дольф Лундгрен — Ник Кэссиди
- Тони Джаа — Тони
- Рон Перлман — Виктор Драгович
- Майкл Джей Уайт — Рид
- Питер Уэллер — Костелло
- Кэри-Хироюки Тагава — сенатор Кхат
- Селина Джейд — Минь
- Конан Стивенс — Игорь
- Майк Допуд — Горан
- Патрик Сабонгуй — детектив Рассел
- Тася Телес — Роза Кэссиди, жена Ника[7][8]